# Thuận Hòa, An Minh
Thuận Hòa là một xã thuộc huyện An Minh, tỉnh Kiên Giang, Việt Nam.

## Địa lý
Xã Thuận Hòa có diện tích 82,46 km², dân số năm 2020 là 14.581 người, mật độ dân số đạt 177 người/km².

## Hành chính
Xã Thuận Hòa được chia thành 8 ấp: 8 Biển I, 8 Biển II, 9A, 9B, 10 Biển, Bần A, Bần B, Xẻo Quao.

## Lịch sử
Ngày 17 tháng 2 năm 1979, Hội đồng Chính phủ ban hành Quyết định 50-CP về việc chia xã Đông Hòa thành 4 xã lấy tên là xã Thuận Hòa, xã Nam Hòa, xã Đông Hòa và xã Tân Hóa.
Ngày 13 tháng 1 năm 1986, Hội đồng Bộ trưởng ban hành Quyết định 07-HĐBT về việc chuyển xã Thuận Hòa của huyện An Biên về huyện An Minh mới thành lập quản lý.